# Autochloris ectomelaena
Autochloris ectomelaena är en fjärilsart som beskrevs av George Francis Hampson 1898. Autochloris ectomelaena ingår i släktet Autochloris och familjen björnspinnare. Inga underarter finns listade i Catalogue of Life.